# Solar da Beira
O Solar da Beira é uma prédio público de exposição, em estilo arquitetônico neoclássico, integrante do Complexo do Ver-o-Peso, situado na cidade brasileira de Belém (Pará), localizado no bairro da Cidade Velha, sito na Avenida Marechal Hermes, às margens da baía do Guajará, ao lado do Mercado de Ferro. Não há registro de sua edificação, mas especula-se ter sido no século XIX, logo após o Mercado de Ferro (1901).
No início do século XX abrigou à Recebedoria de Rendas.
Em 1985, na administração municipal de Almir Gabriel, ocorreu a primeira reforma do Solar da Beira e do Mercado de Ferro, sendo transformado em restaurante e espaço cultural.
Em 1998, o Solar da Beira também recebeu reforma na fachada, durante a ministração municipal de Edmilson Rodrigues. O edifício encontra-se fechado, porém o projeto da reforma era transforma-lo em um grande centro de artesanato.
Atualmente, abriga duas exposições: de telas e cerâmica e outra inspirada no Círio de Nazaré.

## Reabertura
Em novembro de 2020, o Solar da Beira foi reinaugurado após passar por uma reforma que iniciou em 2019. As obras incluíram o restauro da fachada, tratamento anti-ferrugem para as estruturas metálicas e pintura manual dos ladrilhos. Foi realizada uma limpeza especial nos tijolos maciços das paredes, recebendo impermeabilização, e o assoalho e a cobertura de madeira foram tratadas para evitar insetos e fungos. Também foi implementada acessibilidade e climatização.
O público poderá apreciar uma exposição inspirada no Círio de Nazaré no pavimento térreo, além de uma feira de produtos. No pavimento superior, encontra-se uma exposição de telas e objetos cerâmicos.

## Objetos encontrados em escavações
Entre os objetos encontrados durante as obras, estão fragmentos de louças, porcelanas, garrafas de barro e vidro, alguns talheres, latas, moedas até ferraduras e rodas. Estima-se que estes vestígios sejam do século XX e serão integrados ao patrimônio arqueológico brasileiro. A reforma foi acompanhada por uma equipe de arqueólogas, que recolheram em torno de quatro caixas de trinta litros com artefatos arqueológicos, descobertos quando as equipes das obras escavavam para a construção da cisterna e da estação de tratamento de esgoto.
Entre as peças encontradas que mereceram mais destaque estão uma colher de metal, uma lata de sardinha e uma moeda da época do Império.

## Patrimônio histórico
O Solar faz parte do complexo arquitetônico e paisagístico do Ver-o-Peso tombado pelo IPHAN em 1977, que compreende uma área de 35 mil m², com uma série de construções históricas, incluindo o Mercado da Carne, Doca do Ver-o-Peso, Feira do Açaí, Boulevard Castilhos França, Praça Siqueira Campos, Mercado de Ferro, e a Feira Livre do ver-o-peso.